# 奧維迪奧波爾
奥维迪奥波尔（羅馬化：Ovidiopol；又译奥维季奥波尔）是位於烏克蘭西南部的鎮，由敖德萨州敖德萨区的奥维迪奥波尔市镇負責管轄，並曾是奧維迪奧波爾區被撤銷前的行政中心。該鎮面積12.52平方公里，2011年人口11,741，人口密度每平方公里937.8人。